# 柳溪袁氏墓
柳溪袁氏墓位於四川省廣元市旺蒼縣，文物遺址年代判定為清。2012年7月16日公佈為第八批四川省文物保護單位。

## 簡介[2]
柳溪袁氏墓位於四川省廣元市旺蒼縣柳溪鄉榮華村3社，建於清同治十一年（1873），為夫妻三人合葬墓，坐西向東，由墓塚、碑樓、牌樓組成，分佈面積約120平方公尺。墓塚長4公尺，寬5公尺；碑樓臺基呈八字形，寬8公尺，高0.65公尺，東面刻花草、動物圖案7幅，五柱四開間，寬7公尺，高5.35公尺，厚1.2公尺；牌樓，素面台基，寬8公尺，高0.3公尺，四柱三開間，寬8公尺，高5公尺，厚0.5公尺。柳溪袁氏墓碑樓、牌樓設計獨特，選材講究，建築手法細膩，工藝獨特，為研究川北地區民俗、民風提供了重要的實物資料，具有較高的歷史、藝術和研究價值。第三次全國文物普查新發現。